# Boleráz
Boleráz (deutsch Frauendorf, ungarisch Bélaház – bis 1882 Boleráz) ist eine Gemeinde in der Westslowakei.

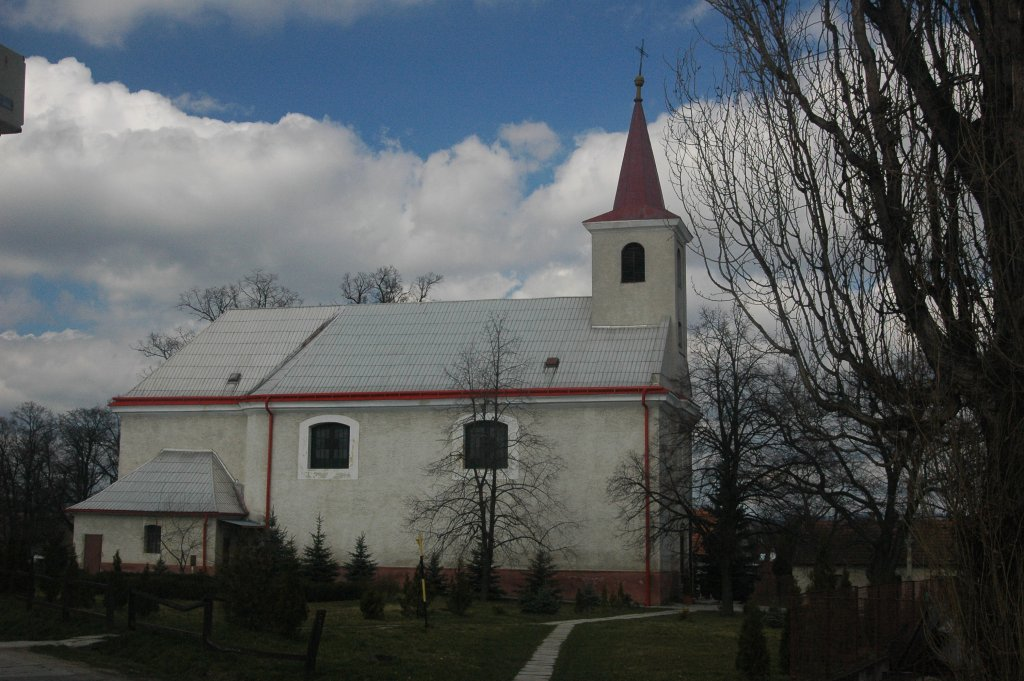
Kirche des Heiligen Erzengels Michael im Ort

## Lage
Sie liegt im Donauhügelland am Flüsschen Trnávka unweit von den Kleinen Karpaten. Verkehrstechnisch liegt sie an der Hauptstraße I/51 zwischen Trnava (15 km entfernt) und Senica (30 km entfernt).
Der Ort Boleráz besitzt einen Bahnhof an der Bahnstrecke Trnava–Kúty. Zur Gemeinde gehört neben dem Hauptort auch der Ort Klčovany (1960 eingemeindet).

## Geschichte
Der Ort wurde 1240 erstmals als Balarad erwähnt und lag an der „Böhmischen Straße“, die Buda mit Prag verband. 1590 bekam Boleráz das Marktrecht und wurde zu einer Marktgemeinde erhoben.
Nach den prähistorischen Funden aus der Kupferzeit, die in der Nähe von Boleráz gemacht wurden, wird die gesamte Fundgruppe als Boleráz-Gruppe bezeichnet. Dazu zählt beispielsweise der Jennyberg bei Mödling, wo ebenso Funde dieser Zeit zugeordnet wurden.

## Bevölkerung
| Jahr                | 1994 | 2004    | 2014    | 2024    |
| ------------------- | ---- | ------- | ------- | ------- |
| Anzahl der Personen | 1988 | 2062    | 2262    | 2395    |
| Unterschied         |      | +3,72 % | +9,69 % | +5,87 % |

| Jahr                | 2023 | 2024 |
| ------------------- | ---- | ---- |
| Anzahl der Personen | 2395 | 2395 |
| Unterschied         |      | +0 % |

## Sehenswürdigkeiten
- katholische Kirche des Hl. Erzengels Michael aus dem Jahr 1787
- katholische Kirche der Hl. Maria aus dem Jahr 1868